# Wu Tongtong
Wu Tongtong (武桐桐S, Wǔ TóngtóngP; Fuxin, 27 giugno 1994) è una cestista cinese.

## Carriera
Con la Cina ha disputato i Giochi olimpici di Tokyo 2020, i Campionati mondiali del 2022 e due edizioni dei Campionati asiatici (2019, 2021).